# Nació espanyola

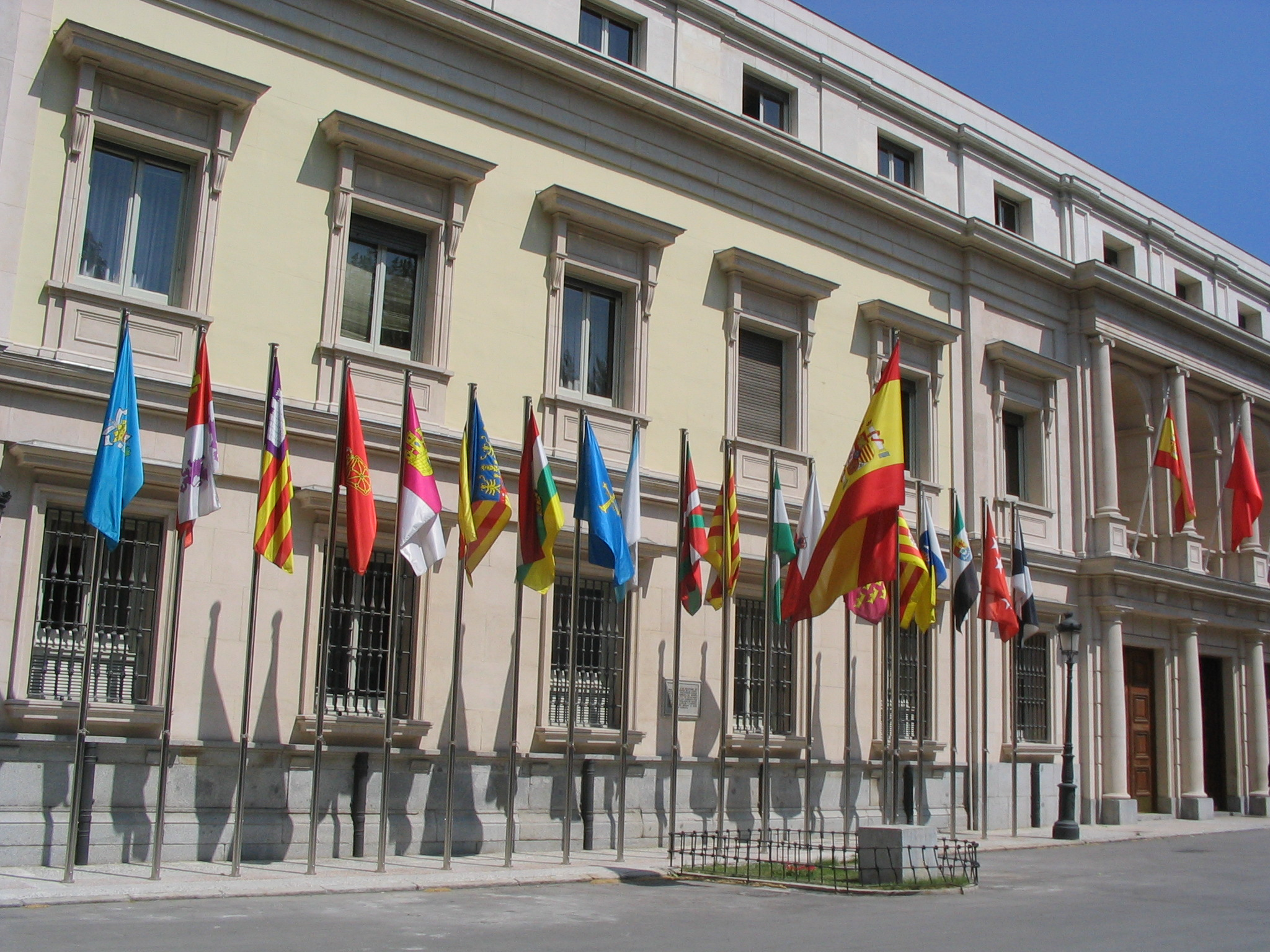
Banderes a l'entrada del Senat.

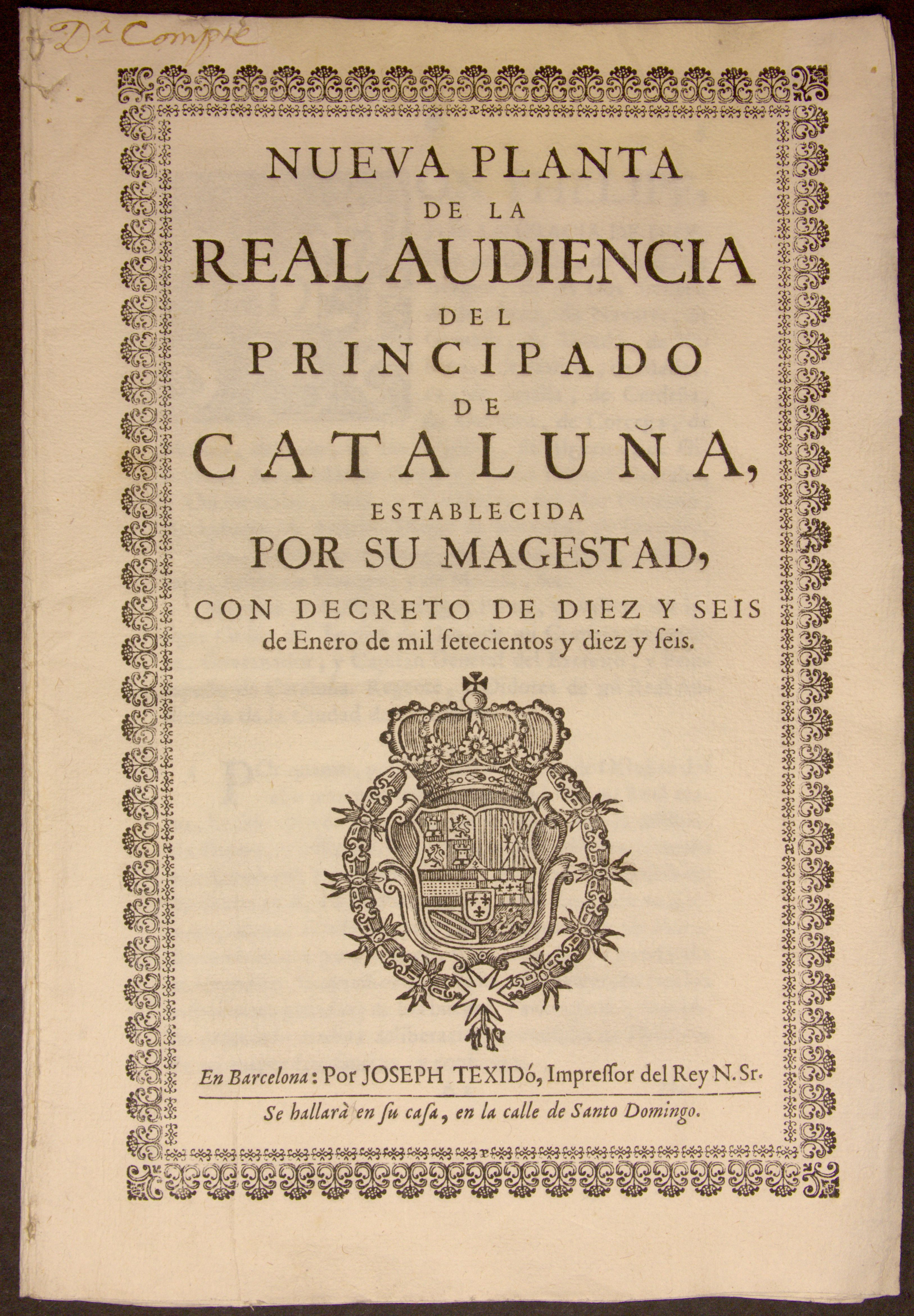
Edició impresa del Reial Decret de Nova Planta de Catalunya

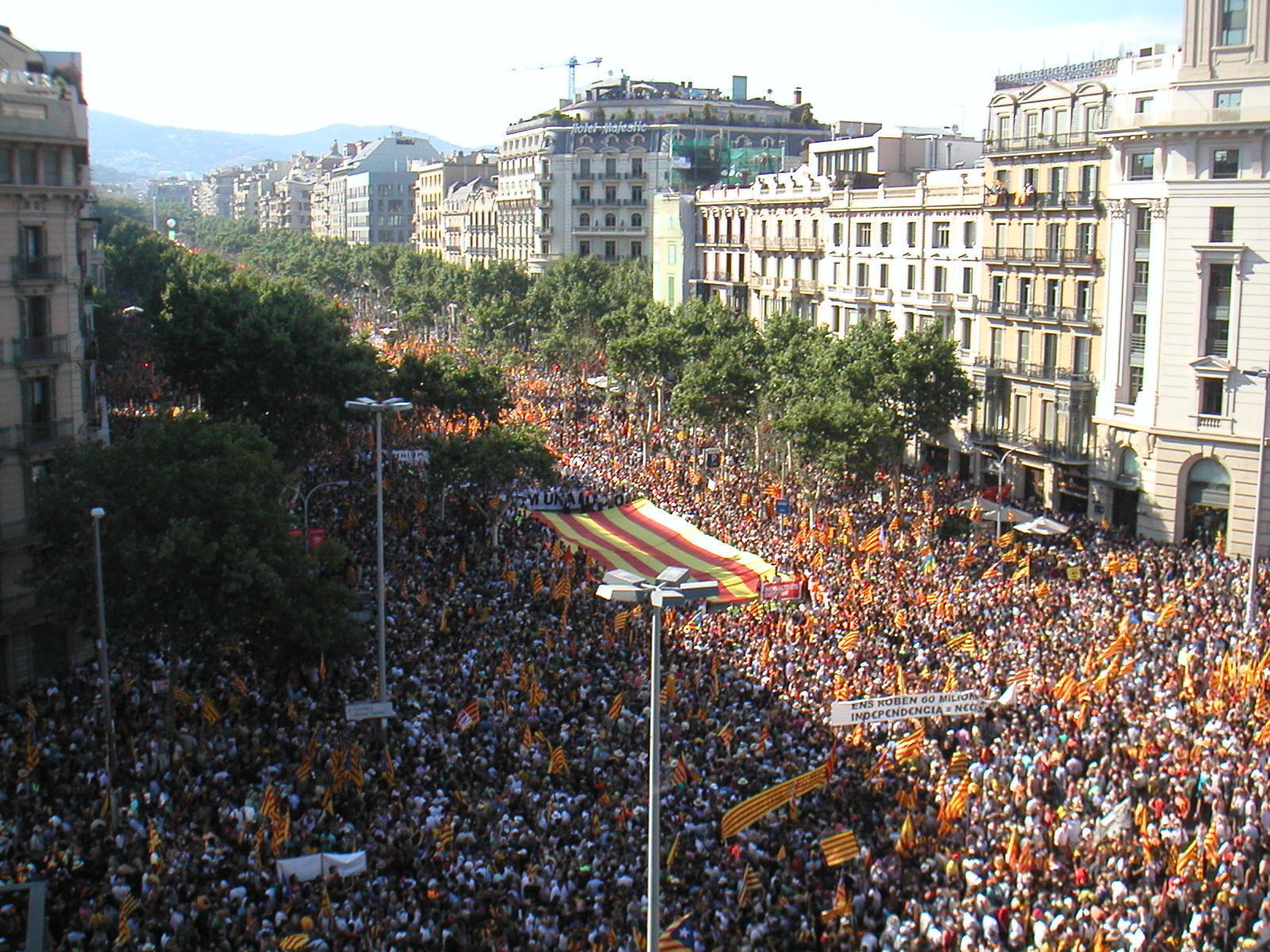
Manifestació "Som una nació. Nosaltres decidim" (10 de juliol del 2010)

Nació espanyola, també referida com a Poble espanyol, és un concepte jurídic definit per la vigent Constitució Espanyola de 1978 que fixa quin és el subjecte polític que legalment és titular i del que emana tota font de sobirania, i que fou legitimat pel Referèndum per a la ratificació de la Constitució Espanyola de 1978.
En el pensament polític i l'ordenament jurídic espanyol vigent és un concepte subjecte a diferents interpretacions, contradictòries entre si però de vital importància per a la supervivència del Regne d'Espanya, i que el seu màxim òrgan interpretatiu, el Tribunal Constitucional d'Espanya ha intentat definir, especialment durant les discussions del recurs de constitucionalitat sobre l'Estatut d'Autonomia de Catalunya de 2006, que per l'abril de 2010 continuava sense resolució, encara que sí amb un fonament jurídic consensuat que finalment es va expressar en la sentència de 28 de juny del 2010, en establir que «carecen de eficacia jurídica interpretativa las referencias del Preámbulo del Estatuto a Cataluña como nación y a la realidad nacional de Cataluña».
La diferenciació que fa la Constitució de 1978 entre els conceptes de «nació» i «nacionalitat» és amfibològica des del punt de vista lingüístic, així com del polític. Les lectures de la seva utilització en el Preàmbul i en l'article segon de la Constitució poden donar origen a molt diferents interpretacions amb conseqüències pel que fa a la definició del subjecte de la sobirania -poder originari-, o la seva identificació amb el concepte de poble espanyol, en ser la nació general, pròpia i comuna a tot ell, o amb el territori on històricament s'ha assentat. Això no obstant, la pluralitat d'aquesta polisèmia, per l'esmentat fonament jurídic del projecte de sentència del Tribunal Constitucional, és «por completo irrelevante en el contexto jurídico, no pudiéndose referir el término nación a otro sujeto que no sea el pueblo titular de la soberanía».
Si des del 1714 amb els decrets de Nova Planta s'unificà jurídicament tots els territoris del monarca borbònic sota un mateix ordenament jurídic, amb l'esfondrament de la Monarquia Absoluta Borbònica (1833) començaren a sorgir al llarg del segle xix diversos moviments nacionalistes, amb diferent entitat en diversos territoris (especialment a Catalunya, País Basc i Galícia), que neguen o matisen la seva pertinença a una unitat nacional espanyola, adoptant al llarg del temps diferents posicions pel que fa a la consideració i identificació, tant dels seus territoris i poblacions, com pel que fa a la seva denominació com a entitats nacionals o d'un altre tipus; demanant en alguns casos el reconeixement del seu dret a l'autodeterminació, o considerant a Espanya sota diferents formes, fins i tot negant la seva naturalesa mateixa de nació.

## Sobirania popular
Segons la Constitució Espanyola de 1978 el «Poble espanyol» no reconeix sobiranies superiors ni inferiors a la seva pròpia, però permet dins del seu cos social l'expressió de voluntats particulars de cadascuna de les agrupacions d'interessos d'origen social (sindicats i patronals), polítiques (partits), religioses o d'altra índole, i molt especialment no només permet sinó que fomenta les agrupacions d'origen territorial de cada un dels «Pobles d'Espanya», organitzats políticament en comunitats autònomes. Totes les voluntats particulars s'han de tenir en compte i conciliades entre si i amb la voluntat general de la nació espanyola, que atén al seu interès general.
L'organització política de la nació espanyola és l'estat,
els poders emanen del poble espanyol i l'extensió territorial alberga el medi físic que el poble espanyol habita. La nació espanyola inclou, com a pròpies i comuns a tots els espanyols, totes les terres i cultures d'Espanya, i garanteix el dret de cadascuna de les nacionalitats i regions que la integren el dret a l'autonomia amb l'elaboració d'estatuts d'autonomia. Aquesta expressió política articulada dins de l'estat permet que el sentiment de pertinença a una nació particular
d'algun dels pobles d'Espanya no exclogui, sinó que afirmi la seva pertinença a la comuna nació espanyola. L'expressió «nació de nacions», aplicada en aquest context, és objecte de controvèrsia, però no sembla molt allunyada de l'esperit constitucional.
Protegir la seva identitat territorial i cultural permetent la seva actualització i progrés, és dret i obligació tant de nacionalitats com de regions. Aquesta protecció no pot donar lloc a privilegis, ja que comú a tots els espanyols és la riquesa que protegeix i és deure la solidaritat entre tots ells.

## Drets col·lectius i individuals
La possessió d'una identitat diferenciada proporciona el dret col·lectiu a l'autonomia, és a dir, la lliure acceptació de la pròpia identitat per la comunitat que tria preservar-la i actualitzar-la. És aquest l'únic dret col·lectiu, concepte que per als partidaris d'una visió individualista dels drets humans és de difícil encaix, però que està present en la Constitució. Tots els altres drets són els drets individuals que emanen de la ciutadania, tret comú a tots els espanyols i no particularitzat de cada poble d'Espanya. Tots els ciutadans espanyols són, doncs, iguals en drets, i de tal igualtat es deriva la unitat de la nació espanyola.
Juntament amb el dret col·lectiu a l'autonomia hi ha l'obligació col·lectiva de la solidaritat, de la mateixa manera que juntament amb els drets i llibertats individuals venen els deures de la ciutadania, com el de la defensa o la contribució al sosteniment de les despeses públiques.

## La denominació de les comunitats autònomes
No queden explicitades en el text constitucional, però com a desenvolupament d'ell, es constitueixen en el territori espanyol dinou comunitats autonònomes: dues d'elles ciutats, Ceuta i Melilla, dues insulars: Balears i Canàries, i quinze peninsulars: Andalusia, Aragó, Astúries, Cantàbria, Castella-la Manxa, Castella i Lleó, Catalunya, Comunitat autònoma del País Basc, Extremadura, Galícia, La Rioja, Comunitat de Madrid, Regió de Múrcia, Comunitat Foral de Navarra i Comunitat Valenciana.
Les denominacions o qualificacions denominatives de cada comunitat autònoma són diferents per a cada una - comunitat, ciutat, regió, principat o país - i encara que el terme «país», cada vegada que es planteja, produeix un debat polític i intel·lectual agudíssim, no hauria d'haver-hi inconvenients constitucionals perquè aquesta denominació pugui ser el d'una nacionalitat -terme recollit en la mateixa Constitució-, de la mateixa manera que, si arriba el cas, puguin denominar regne, senyoriu o comtat, per citar només noms que en alguna ocasió han tingut alguna de les agrupacions territorials que van conformar la Monarquia d'Espanya.
De la denominació no s'hauria de seguir cap discriminació ni positiva ni negativa. Tampoc la denominació de «nació» porta per si mateixa a la identifica nació jurídica amb estat. La denominació d'una comunitat autònoma no equival a la forma organitzativa política d'un estat, que només es refereix als estats, i segons la constitució del regne d'Espanya és la monarquia parlamentària. A part de no interferir amb la forma política de l'estat -i el terme nació no ho fa-, el principal requisit sobre la denominació d'una comunitat autònoma és que, si ha de figurar en el seu estatut d'autonomia, per modificar haurà de sotmetre's als requisits que exigeix la reforma de tal estatut. La sentència del Tribunal Constitucional sobre l'Estatut de Catalunya va interpretar que l'ús del terme «nació» en el preàmbul d'aquest estatut, sense ser inconstitucional, no tenia la consideració de nació jurídica.

## Nació espanyola i nacionalitats històriques

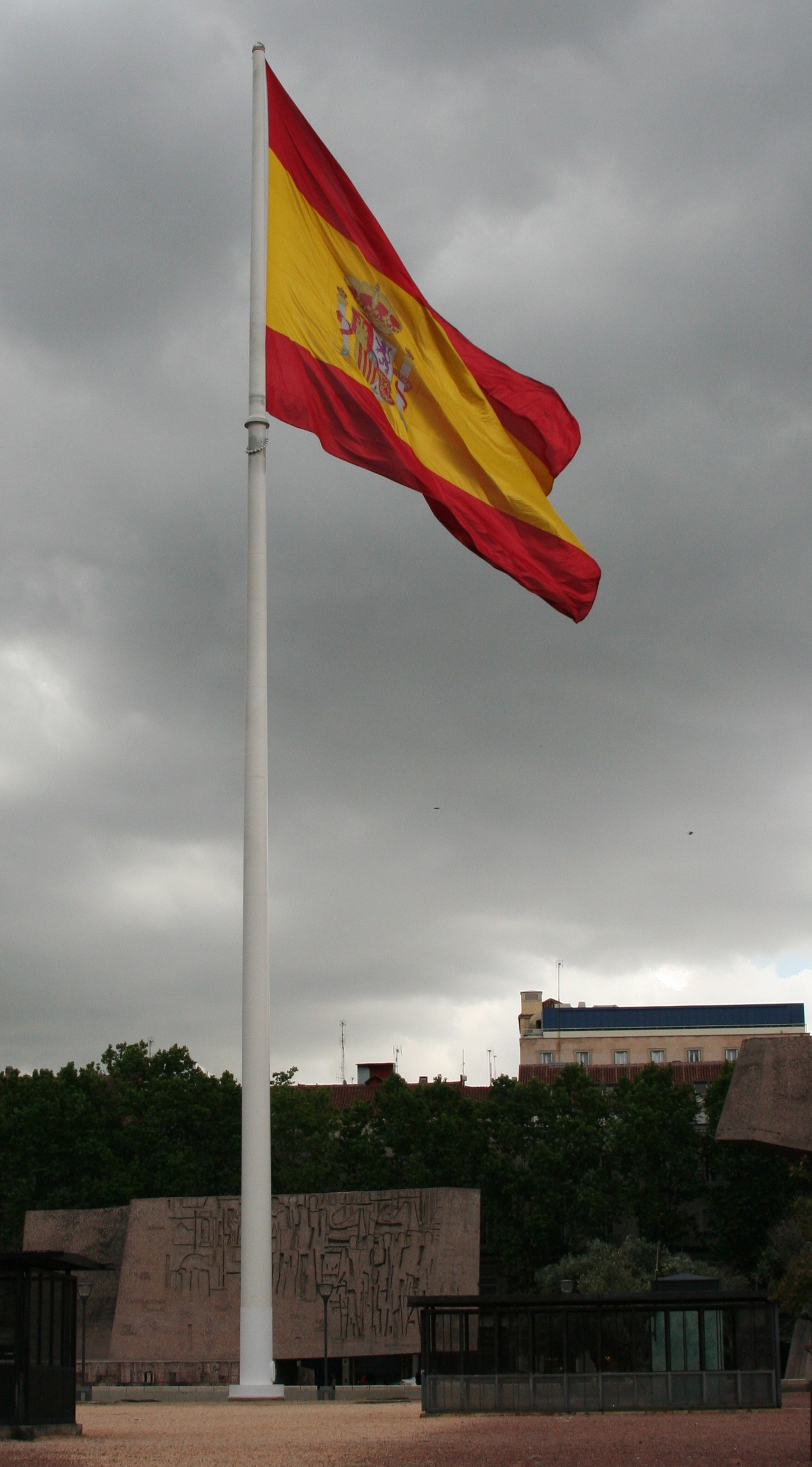
Nacionalisme espanyol: bandera única del regne d'Espanya erigida el 2003 a la Plaza de Colón de Madrid a iniciativa de l'alcalde José María Álvarez del Manzano i del ministre de defensa Federico Trillo durant el govern de José María Aznar López

L'ambigüitat de la formulació de l'article 2 de la Constitució espanyola de 1978, que en el seu moment va permetre un ampli consens per a la seva aprovació, té com a problema la diferent interpretació que es pot fer dels conceptes «nació» i «nacionalitat»:
A part del valor jurídic del concepte de «nacionalitat» -Nacionalitat (dret) de passaport-, i que en altres idiomes és un concepte que es defineix per altres denominacions (p. ex. Staatsbürger en alemany, que literalment significa «Ciutadà de l'Estat»)- el concepte de «nacionalitat» té també significació política i cultural. En termes generals, el diccionari de la Reial Acadèmia Espanyola la defineix de quatre formes:
1. Condició i caràcter peculiar dels pobles i habitants d'una nació
2. Estat propi de la persona nascuda o naturalitzada en una nació
3. Esp. Comunitat autònoma a la qual, i el seu Estatut, se li reconeix una especial identitat històrica i cultural
4. Esp. Denominació oficial d'algunes comunitats autònomes espanyoles[16]

El concepte de «nació» pot entendre's com la comunitat del poble amb la terra i cultura en què viu, i sorgeix d'una història compartida i reviscuda per cada generació amb voluntat d'actualitzar. Els mites d'origen comú no són la part més rellevant de la cohesió nacional -ja va dir Johan Huizinga que per l'estudi d'una societat cobra el valor d'una veritat la il·lusió en què viuen els seus contemporanis; Eric Hobsbawm que les tradicions s'inventen, i Benedict Anderson que les nacions són comunitats imaginades -. Les identitats lingüística, religiosa o ètnica, més eficaços per a tal cohesió, tampoc són ni suficients ni necessàries pel seu propi pes (vegeu exemples a nacionalisme). La convivència confusa de totes les característiques i l'existència de minories interpenetrades de cadascuna d'elles farien impossible la definició de frontera nacional alguna. Les fronteres nacionals espanyoles, deganes entre les d'Europa, daten de 1659 (Tractat dels Pirineus amb França) i de 1806 (Guerra de les Taronges amb Portugal), però és práctimante impossible defensar que reflecteixen cesures ètniques, lingüístiques, culturals o religioses.
Més enllà del mite o les identitats forçades, la nació és un exercici voluntari i racional de convivència en llibertat i igualtat de drets entre gent que es consideren lliures i iguals -el plebiscit quotidià d'Ernest Renan-. Però aquesta voluntat és menys voluntària del que sembla, o almenys respon a la iniciativa d'un impulsor. Per a Józef Piłsudski «És l'Estat el que fa la nació i no la nació a l'Estat»". És clar que és la imposició pel poder la forma en què les nacions s'acaben definint, però no es pot ignorar que existeixen, menys en la consciència dels qui creuen pertànyer a elles, que és el que proporciona la potència del concepte. Les enquestes i estudis sobre la identitat nacional espanyola sempre donen resultat que la gran majoria dels habitants d'Espanya, incloses les comunitats governades per nacionalismes perifèrics, se senten en algun major o menor grau espanyols.
Independentment del seu origen, com a fruit d'un sentiment, l'expressió de la nacionalitat forma part del més íntim de la persona. Quan s'ha pretès prohibir o imposar (per exemple, durant el franquisme), les conseqüències van ser les contràries a les preteses en el termini d'una generació. Les lleis no han d'ignorar-la, però tampoc extreure'n privilegis ni situacions injustes.
La nacionalitat pot conduir tant al patriotisme com al nacionalisme, i generar tant comportaments incloents, altruistes i de servei, com excloents, egoistes i de reivindicació. Com qualsevol altre sentiment, quan és portat al paroxisme pot conduir a l'imperialisme o l'irredemptisme -la imposició cap a l'exterior de la mateixa nacionalitat-, i cap a l'interior condueix al totalitarisme i l'anul·lació de tota diversitat, tant de qualsevol altre col·lectiu com del mateix ésser humà, els interessos s'obliden en benefici d'un ens abstracte - la nació - que acaba per ser aliè, suscitant les habituals pàgines de destrucció en la història de la humanitat, i que en el cas del regne d'Espanya el nacionalisme espanyol van encunyar conceptes tan explícitament excloents com el de Antiespanya i els múltiples antiespanyolismes) va tenir els seus propis moments nefastos des de l'inici de la seva Història Contemporània en la successió gairebé ininterrompuda d'enfrontaments i guerres civils entre 1808 i 1939.

## Origen històric
Dels dos possibles orígens de l'estat nació, el cas espanyol seria el de l'estat preexistent que construeix la nació (en anglès, nation-building) sobre la base de les característiques de l'ètnia dominant, com ara l'idioma i tradicions, i en detriment d'altres ètnies esdevingudes minories nacionals.
Després de la Guerra de successió, partint del pòsit polític del Comte-duc d'Olivares i l'absolutisme d'en Felip V, l'assimilació de la Corona d'Aragó per la Corona castellana mitjançant els Decrets de Nova planta fou el primer pas en la creació de l'estat nació espanyol. Com altres estats europeus contemporanis, la unió política és el primer pas en la creació de l'estat nació, en aquest cas no sobre una base ètnica uniforme, sinó mitjançant la imposició de les característiques polítiques i culturals de l'ètnia dominant, en aquest cas la castellana, sobre les de les altres ètnies, esdevingues minories nacionals a assimilar. De fet, des de la unificació política del 1714, les polítiques d'assimilació espanyoles vers els territoris catalanoparlants (Catalunya, País Valencià, les Illes, i part d'Aragó) i altres minories nacionals són una constant històrica.
Després dels Decrets de Nova Planta, les accions, discretes o agressives, són continuades, i arriben fins al darrer detall, com ara, el 1799, la Reial cèdula que prohibeix "representar, cantar y bailar piezas que no fuesen en idioma castellano". Aquestes polítiques nacionalistes, a vegades molt agressives, han sigut i encara són la llavor dels reiterats conflictes territorials dins l'Estat.

En paralel a la primavera de les nacions, el procés nacionalitzador espanyol s'accelerà el s. XIX, de forma paral·lela a l'origen del nacionalisme espanyol, el moviment social, polític i ideològic que intenta conformar una identitat nacional espanyola basat en una matriu castellana, en enfrontament a altres nacions històriques de l'Estat. Els polítics de l'època eren conscients que tot i les polítiques agressives dutes fins aquell moment, no existia la "nació espanyola" uniforme i monocultural, com ho indicava el 1835 l'Antonio Alcalà Galiano, quan a les Cortes del Estatuto Real defensava
«fer de la nació espanyola una nació, que ni ho es ni ho ha sigut fins ara»
El tombant del segle xix al XX i la primera meitat del s. XX han sigut els de més violència ètnica, coincidint amb el racisme que àdhuc arribà a identificar els estats amb races, en el cas espanyol amb una suposada raça espanyola sublimada en la castellana, de la que les minories nacionals eren formes degenerades de la primera a les que calia depurar. En qualsevol cas, el principal cavall de batalla del nacionalisme espanyol són les llengues no castellanes, que al llarg dels darrers tres-cents anys s'ha intentat substituir pel castellà amb centenars de lleis i disposicions, però també amb accions de gran violència, com ara durant la guerra civil.
Sense aturar-se la construcció de l'estat nació l'actual perìode democratic consolidà un règim asimètric de bilingüisme, en el que progressivament s'ha teixit una teranyina de lleis i ajuds que priviligien el castellà respecte el català, que esdevé la llengua feble del bilingüisme, i per tant, en absència d'altres estats on es parli, és sentenciat a la desaparició a mitjà o curt termini. En la mateixa linea, s'impedeix l'ús al Congrés espanyol, i s'impedeix que sigui oficial a Europa, a diferència de llengües menys parlades com ara el gaèlic.